# 日下藤吾
日下 藤吾（ひのした とうご、1908年1月26日 - 2007年5月20日）は日本の経済学者。青山学院大学名誉教授。企画院調査官。玄洋社社員。

## 経歴
- 1908年1月 - 福岡県生
- 1925年3月 - 福岡県立中学修猷館卒業[2]
- 1927年3月 - 旧制福岡高等学校文科甲類卒業[3]
- 1930年3月 - 東京帝国大学経済学部卒業[4]
- 1931年3月～1934年3月 - 九州帝国大学法文学部高田保馬教授研究室で理論経済学を専攻
- 1934年4月～1939年3月 - 満鉄調査部勤務
- 1939年4月～1941年3月 - 北支那開発北京調査部勤務
- 1941年4月～1943年3月 - 企画院調査官（国土計画担当）
- 1943年4月～1945年 - 情報局嘱託、立教大学講師（計画経済論担当）、日本大学講師（国土計画論担当）
- 1948年4月～1949年3月 - 専修大学附属労働学院講師（経済史担当）
- 1949年4月～1954年3月 - 専修大学経済学部教授（経済学、経済政策担当）
- 1954年4月～1955年9月 - 拓殖大学政経学部教授（経済学、貿易論担当）
- 1955年4月 - 青山学院大学経済学部講師（経済政策担当）
- 1955年10月 - 青山学院大学経済学部教授（経済計画論、経済原論、経済学総論担当）
- 1970年9月～1976年9月 - 青山学院大学経済学部長・大学院研究科主任
- 1977年3月 - 青山学院大学定年退職、青山学院大学名誉教授